# Mohokare
Mohokare (officieel Mohokare Local Municipality) is een gemeente in het Zuid-Afrikaanse district Xhariep.
Mohokare ligt in de provincie Vrijstaat en telt 34.146 inwoners.

## Hoofdplaatsen
Het nationaal instituut voor de statistiek, Stats SA, deelt sinds de census 2011 deze gemeente in in 8 zogenaamde hoofdplaatsen (main place):
Goedemoed • Matlakeng • Mofulatshepe • Mohokare NU • Roleleathunya • Rouxville • Smithfield • Zastron.